# David Bartlett (Politiker, 1968)

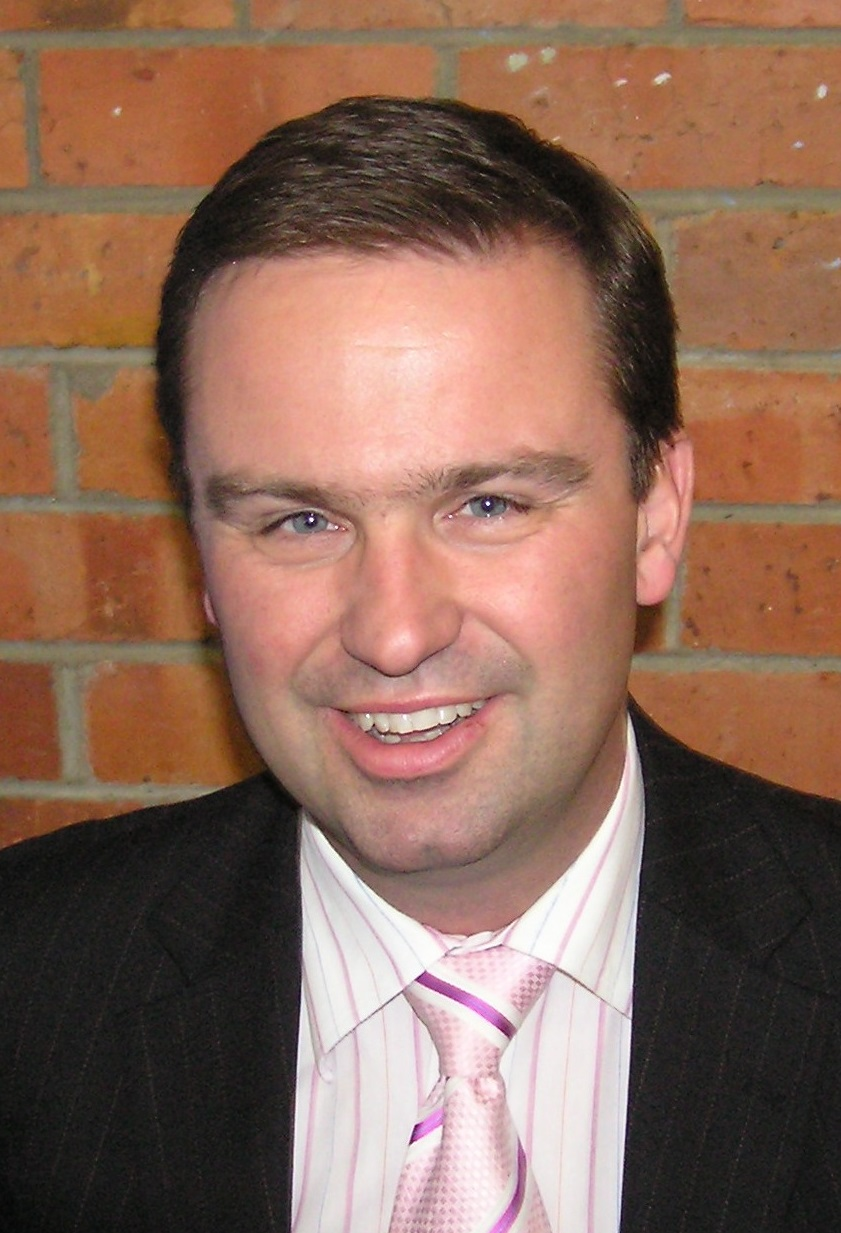
David Bartlett

David John Bartlett (* 19. Januar 1968 in Hobart, Tasmanien) ist ein australischer Politiker der Australian Labor Party (ALP), der zwischen 2008 und 2011 Premierminister von Tasmanien war.

## Leben
Bartlett absolvierte nach dem Schulbesuch zunächst ein grundständiges Studium an der University of Tasmania (UTAS), das er mit einem Bachelor of Science (B.Sc.) abschloss. Ein weiteres Studium der Wirtschaftswissenschaften beendete er mit einem Diplom und war danach als Mitarbeiter im öffentlichen Dienst beschäftigt.
Nach dem Mandatsverzicht des an Lungenkrebs erkrankten ehemaligen Premierministers Jim Bacon wurde er als Kandidat der Australian Labor Party bei einer Nachwahl (By-election) am 1. April 2004 im Wahlkreis Denison erstmals zum Mitglied des Repräsentantenhauses (Tasmanian House of Assembly), dem Unterhaus des tasmanischen Parlaments, gewählt und gehörte diesem bis zu seinem Mandatsverzicht am 13. Mai 2011 an.
2006 wurde er von Premierminister Paul Lennon als Minister für Bildung und Fähigkeiten (Minister for Education and Skills) erstmals in eine Regierung berufen. Im Rahmen einer Kabinettsumbildung wurde er 2008 Vize-Premierminister und übernahm zugleich das Amt des Ministers für Planung und Arbeitsplatzbeziehungen (Minister for Planning and Workplace Relations).
Am 26. Mai 2008 löste Bartlett schließlich Lennon als Premierminister von Tasmanien sowie als Vorsitzender der Labor Party von Tasmanien ab. In der Folgezeit übernahm er in seinem Kabinett von 2010 bis 2011 auch das Amt des Ministers für Innovation, Wissenschaft und Technologie (Minister for Innovation, Science and Technology).
Die Parlamentswahl vom 20. März 2010 führte zu einer Pattsituation im House of Assembly. Eigentlicher Wahlsieger war die Liberal Party of Australia mit 124.933 Stimmen (38,99 Prozent) und einem Gewinn von 7,17 Prozentpunkten, während die Labor Party Bartletts auf 118.168 Stimmen (36,88 Prozent) kam und 12,39 Prozentpunkte einbüßte. Aufgrund des Wahlrechts erhielten beide Parteien jedoch zehn Sitze im 25-köpfigen Parlament. Daraufhin bildete Bartlett eine Koalition mit den Tasmanian Greens, in der Nick McKim, der Parteivorsitzende der Grünen, Minister für die Ressorts menschliche Dienste, Gemeindeentwicklung, Klimawandel, Angelegenheiten der Aborigines, nachhaltigen Verkehr und alternative Energie sowie Strafvollzug und Verbraucherschutz wurde und damit erster grüner Minister in einer australischen Regierung wurde.
Am 24. Januar 2011 trat Bartlett als Premierminister und ALP-Vorsitzender Tasmaniens zurück und wurde von Lara Giddings abgelöst, die zuvor Vize-Premierministerin, Generalstaatsanwältin, Justiz-, Finanz- und Kunstministerin in seinem Kabinett war. In deren Kabinett fungierte er von Januar bis Mai 2011 als Generalstaatsanwalt (Attorney-General) und Justizminister (Minister for Justice).